# Oncopera brunneata
Espèce
Oncopera brunneata est une espèce de papillons de la famille des Hepialidae. Elle est endémique d'Australie, où on la trouve dans l'Est du pays. Sa chenille se nourrit de feuilles mortes.

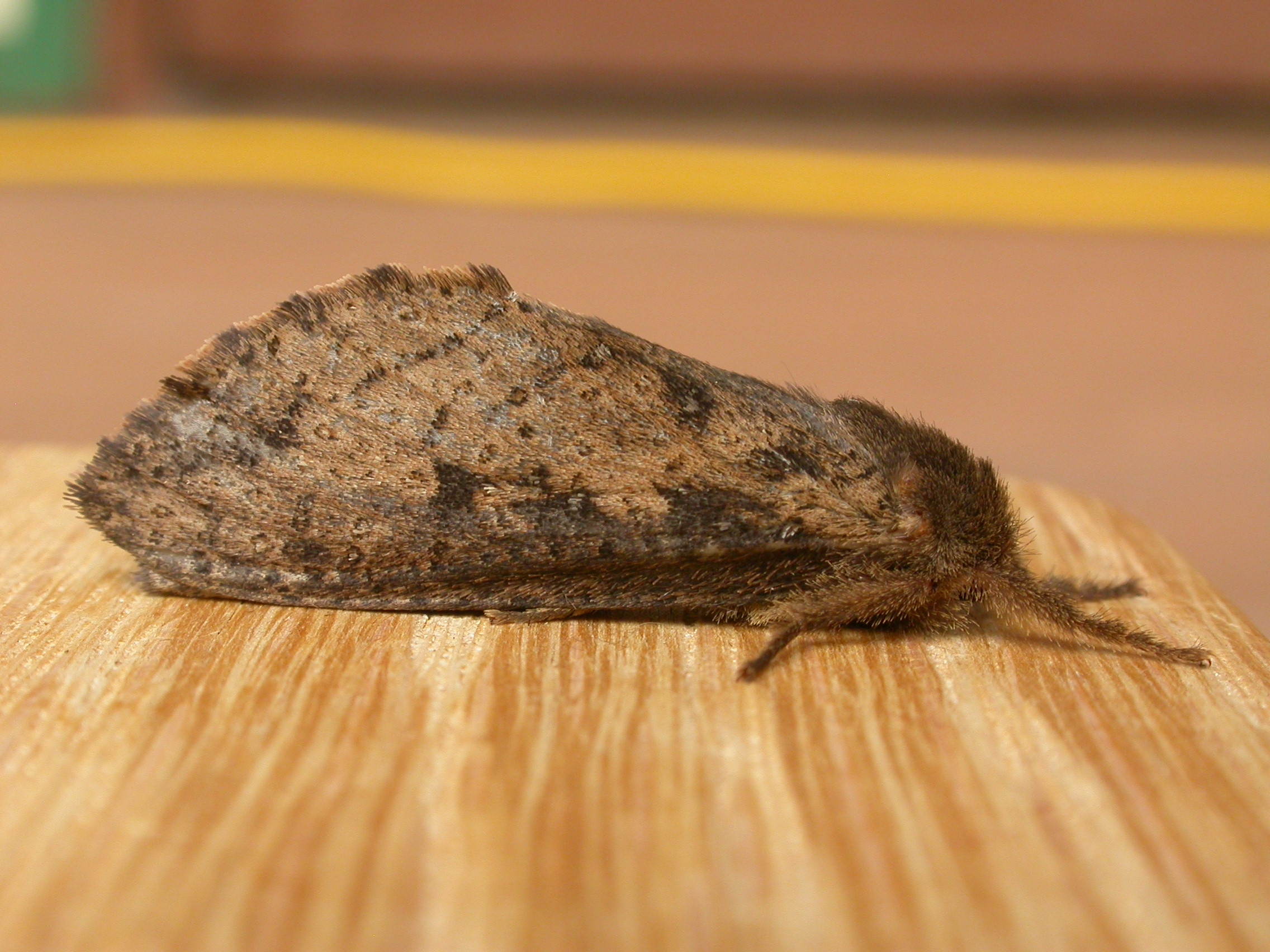
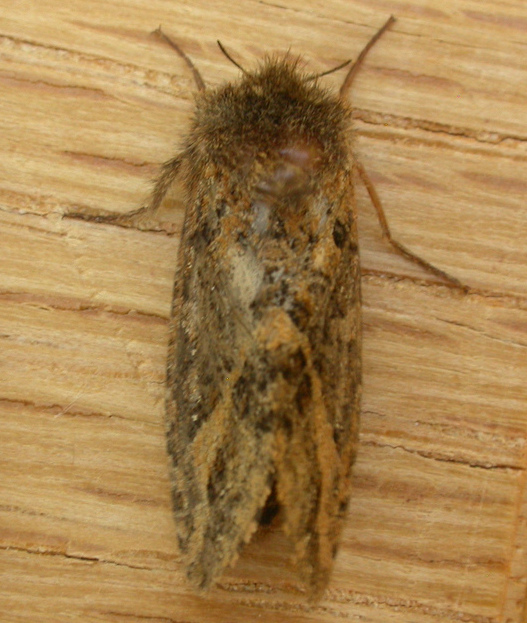